# ミリンコ・パンティッチ
ミリンコ・パンティッチ（Milinko Pantić、1966年9月5日 - ）は、ユーゴスラビア・ロズニツァ出身のセルビア人元サッカー選手、サッカー指導者。ポジションはミッドフィールダー。
得点能力の高いミッドフィールダー。1996-97シーズンのUEFAチャンピオンズリーグでは5得点を挙げて大会得点王に輝いた。

## 選手経歴
1995年、アトレティコ・マドリードに加入。1995-96シーズンの4月10日に行われたFCバルセロナとのコパ・デル・レイ決勝では、延長102分にヘディングで決勝ゴールを挙げ、タイトル獲得に大きく貢献した。

## 指導者経歴
2011年5月27日、アトレティコ・マドリードの下部組織を指導していたパンティッチはアトレティコ・マドリードBの監督に就任した。